# Lijst van rijksmonumenten in Rijpwetering
De plaats Rijpwetering telt 13 inschrijvingen in het rijksmonumentenregister. Hieronder een overzicht.
| Object | Oorspronkelijke functie?  | Bouwjaar                                            | Architect       | Locatie                       | Coördinaten?                  | Nr.? | Afbeelding        |
| --- | ------------------------- | --------------------------------------------------- | --------------- | ----------------------------- | ----------------------------- | ---- | ----------------- |
| Herberg "De Vergulden Vos" | Gerechtsgebouw            | eerste helft 19e eeuw (huidige vorm) 1615 (jaartal) |                 | Koppoellaan 22                | 52° 11' 45" NB, 4° 35' 2" OL  | 7116 | Meer afbeeldingen |
| Langgerekte hoeve, onder rieten wolfdak. Puntgevel met vlechtingen; vensters met zes- en vierruitsschuiframen. Rechts een opkamer. Oude roedenberg | Boerderij                 | eind 18e eeuw                                       |                 | Achterdijk 2                  | 52° 11' 42" NB, 4° 34' 59" OL | 7117 | Meer afbeeldingen |
| Hoeve, met links onderkelderd woonhuis en rieten wolfdak                                                                                           | Boerderij                 | waarschijnlijk 18e eeuw                             |                 | Pastoor van de Plaatstraat 79 | 52° 11' 22" NB, 4° 35' 8" OL  | 7118 | Meer afbeeldingen |
| Boerderij met deftig woongedeelte | Boerderij                 | 1846 (stichtingssteen)                              |                 | Pastoor van de Plaatstraat 24 | 52° 11' 27" NB, 4° 35' 4" OL  | 7120 | Meer afbeeldingen |
| Boerderij onder rieten wolfdak. Voorgevel met vlechtingen en in de top een half-kruis-kozijn. Voorts twee negenruitsschuiframen. Links opkamer     | Boerderij                 | 1811 (steen)                                        |                 | Zuidweg 57                    | 52° 10' 51" NB, 4° 35' 37" OL | 7121 | Meer afbeeldingen |
| Adermolen | Industrie- en poldermolen | 1941                                                |                 | Aderpolder 3                  | 52° 13' 5" NB, 4° 35' 8" OL   | 7123 | Meer afbeeldingen |
| Blauwe Molen | Industrie- en poldermolen | 1904                                                |                 | Blauwemolenweg 10             | 52° 10' 39" NB, 4° 34' 30" OL | 7124 | Meer afbeeldingen |
| Buurtermolen | Industrie- en poldermolen | 18e eeuw                                            |                 | Buurterpolder bij 2           | 52° 12' 31" NB, 4° 34' 45" OL | 7125 | Meer afbeeldingen |
| O.L.Vrouw Geboorte | Kerk en kerkonderdeel     | 1860                                                | Theo Molkenboer | Past. vd Plaatsstraat 15      | 52° 11' 32" NB, 4° 35' 5" OL  | 7127 | Meer afbeeldingen |
| Lijkermolen No 1 | Industrie- en poldermolen | 1780                                                |                 | Poeldijk 8                    | 52° 12' 7" NB, 4° 35' 21" OL  | 7128 | Meer afbeeldingen |
| Lijkermolen No 2 | Industrie- en poldermolen | 1780                                                |                 | Poeldijk 1                    | 52° 11' 57" NB, 4° 35' 6" OL  | 7129 | Meer afbeeldingen |
| Moppemolen | Industrie- en poldermolen | 1752                                                |                 | Poeldijk 16                   | 52° 12' 41" NB, 4° 36' 8" OL  | 7133 | Meer afbeeldingen |
| Waterloosmolen | Industrie- en poldermolen | 1857                                                |                 | Achterdijk 11                 | 52° 11' 60" NB, 4° 34' 37" OL | 7136 | Meer afbeeldingen |